# Стадион Немесио Дијез
Стадион Немесио Дијез (шп. Estadio Nemesio Díez) се налази у Толуки, Мексико. Обкејат је један од најстаријих фудбалских стадиона у Мексику. Отворен 8. августа 1954. године, са капацитетом од 27.273, налази се у граду Толука, држава Мексико, у близини Мексико Ситија. То је дом фудбалског клуба Депортиво Толука. Овај стадион је био домаћин два светска првенства (1970. и 1986.). Стадион се налази на надморској висини од отприлике 8.750 ft (2.670 m) изнад нивоа мора, један од стадиона са највишом надморском висином у Северној Америци.  Некадашња слабост овог стадиона је то што није имао осветљење, што је по традицији приморало домаћи тим да игра у подне. То је једини професионални стадион у Мексику оријентисан од истока ка западу, по правилу ФИФА-е, оријентација мора бити север-југ.
Стадион је раније био познат као: „Естадио Толука” од 19 70. до 1986, „Естадио Толука 70”, „Естадио Луис Гутиерез Досал” и „Естадио Хектор Бараза”.

## Историја
Током 1940-их и 1950-их, фудбалски клуб Толука је своје домаће утакмице играла на терену у близини центра Толуке, тада познатом као Тиволи. Касније су у земљи изграђене дрвене трибине и названа је Кампо Патриа. На том истом месту, 1953. године, клуб је започео изградњу сопственог стадиона.
Стадион је свечано отворен у недељу 8. августа 1954. утакмицом између Толуке и тада југословенског клуба Динамо из Загреба. Утакмицу је добио Динамо резултатом 4 : 1. Једини гол за Толуку и уједно први у историји стадиона постигао је Енрике Сесма.
У почетку је стадион отворен као „Естадио Клуб Депортиво Толука”. То име је коришћено све до 1955. године, када је промењено у „Естадио Ектор Бараза”. Остала имена која је стадион имао су: „Естадио Луис Гутиерез Досал” (1959–1970), „Естадио Толука 70” (1970–1986), „Естадио Толука 70–86” (1986–2000).
Након смрти Немесио Дијез Риега, председника и тада власника клуба, у јуну 2000. године, име стадиона је промењено у Естадио Немесио Диез.

## Утакмице

### Светско првенство у фудбалу 1970.
| Датум         | Време | Екипа #1 | Рез.  | Екипа #2 | Коло         | Посета |
| ------------- | ----- | -------- | ----- | -------- | ------------ | ------ |
| 3. јун 1970.  | 16:00 | Италија  | 1 : 0 | Шведска  | Група 2      | 13.433 |
| 7. јун 1970.  | 12:00 | Шведска  | 1 : 1 | Израел   | Група 2      | 9.624  |
| 11. јун 1970. | 16:00 | Италија  | 0 : 0 | Израел   | Група 2      | 9.890  |
| 14. јун 1970. | 12:00 | Мексико  | 1 : 4 | Италија  | Четвртфинале | 26.851 |

### Светско првенство у фудбалу 1986.
| Датум         | Време | Екипа #1 | Рез.  | Екипа #2 | Коло    | Посета |
| ------------- | ----- | -------- | ----- | -------- | ------- | ------ |
| 4. јун 1986.  | 12:00 | Парагвај | 1 : 0 | Ирак     | Група Б | 24.000 |
| 8. јун 1986.  | 12:00 | Ирак     | 1 : 2 | Белгија  | Група Б | 20.000 |
| 11. јун 1986. | 12:00 | Парагвај | 2 : 2 | Белгија  | Група Б | 16.000 |

### Фудбалска репрезентација Мексика
| Датум              |         | Резултат |                   | Такмичење                                   |
| ------------------ | ------- | -------- | ----------------- | ------------------------------------------- |
| 27. октобар 1976.  | Мексико | 0 : 0    | Канада            | Квалификације за Конкакафов шампионат 1977. |
| 8. април 1980.     | Мексико | 5 : 1    | Хондурас          | Пријатељска                                 |
| 29. април 1980.    | Мексико | 2 : 2    | Гватемала         | Пријатељска                                 |
| 14. децембар 1985. | Мексико | 2 : 0    | Мађарска          | Куп Мексика 1985.                           |
| 6. октобар 1987.   | Мексико | 4 : 0    | Канада            | Пријатељска                                 |
| 13. октобар 2015.  | Мексико | 1 : 0    | Панама            | Пријатељска                                 |
| 2. октобар 2019.   | Мексико | 2 : 0    | Тринидад и Тобаго | Пријатељска                                 |
| 19. новембар 2019. | Мексико | 2 : 1    | Бермуди           | Конкакафова национална лига А 2019/20.      |